# B4FS
Bares-Bares-Bares-Becker-Ferrari-Schnack (más conocido por la sigla B4FS) es un estudio de arquitectura argentino que tomó relevancia en la década de 2010, luego de ganar una serie de concursos de importancia nacional.
Fue fundado en el año 2006, cuando los estudios BBBSA con sede en La Plata y Becker-Ferrari de Buenos Aires se asocian para participar del Concurso Internacional de anteproyectos para el Centro Cultural del Bicentenario, obteniendo el Primer Premio. Ese mismo año ganaron el concurso para el Museo del Bicentenario, a instalarse en los sótanos de la antigua Aduana de Taylor junto a la Casa Rosada.
Desde entonces, el equipo liderado por los arquitectos Enrique Bares, Federico Bares, Nicolás Bares, Daniel Becker, Claudio Ferrari y Florencia Schnack decide encarar nuevos proyectos, logrando numerosos reconocimientos. Estos logros consolidan al equipo, dando origen al estudio B4FS. La  firma cuenta con más de 50 profesionales, respaldados además por un equipo de asesores de reconocida trayectoria.
En 2008 ganaron el concurso para el anexo del Colegio de Arquitectos y Paisajistas en la ciudad de San Juan de Puerto Rico, inaugurado en septiembre de ese año. En 2009, ganaron el primer premio en el concurso para la nueva Sede del Correo Oficial Argentino, que debía trasladarse del viejo Correo Central donde se instalaría el CC Bicentenario. El edificio aún no ha sido construido. En 2010, proyectaron un Centro de Convenciones en la ciudad de Santiago del Estero, en el noroeste argentino, que está en construcción actualmente; y el Edificio Tango para la firma Johnson & Son Inc. Argentina, junto a la Autopista Acceso Norte de Buenos Aires, también en construcción.